# Yahia Omar
Yahia Khaled Mahmoud Fathy Omar (arabisch يحيى خالد محمود فتحي عمر, DMG Yaḥyā Ḫālid Maḥmūd Fatḥī ʿUmar; * 9. September 1997 in Gizeh) ist ein ägyptischer Handballspieler. Der 1,97 m große rechte Rückraumspieler spielt für die ägyptische Nationalmannschaft und seit 2024 für den französischen Spitzenklub Paris Saint-Germain.

## Karriere

### Verein
Yahia Omar spielte in seiner Heimat für al Zamalek SC. Mit dem Team aus Kairo gewann er 2019 die ägyptische Meisterschaft, 2017, 2018 und 2019 die afrikanische Champions League sowie 2018 und 2019 den afrikanischen Supercup. Zur Saison 2019/20 wechselte er für zwei Jahre auf Leihbasis zum ungarischen Verein Telekom Veszprém, mit dem er 2020 die SEHA-Liga gewann und in der EHF Champions League 2019/20 erst im Final Four am späteren Sieger THW Kiel scheiterte. Im März 2021 verpflichtete ihn Veszprém fest bis 2025. Mit Veszprém gewann er 2023 und 2024 die ungarische Meisterschaft, viermal den ungarischen Pokal sowie zweimal die SEHA-Liga.
Zur Saison 2024/25 unterschrieb er einen Dreijahresvertrag beim französischen Spitzenklub Paris Saint-Germain.

### Nationalmannschaft
Für die ägyptische Nationalmannschaft bestritt Yahia Omar bisher 75 Länderspiele, in denen er 288 Tore erzielte. Bei der Weltmeisterschaft 2019 belegte er mit seinem Team den 8. Rang. 2020 wurde er Afrikameister. Bei der Weltmeisterschaft 2021 im eigenen Land unterlag das Team im Viertelfinale gegen den späteren Weltmeister Dänemark. Omar traf in diesem Spiel elfmal, darunter ein Siebenmeter im entscheidenden Siebenmeterwerfen. Mit der ägyptischen Auswahl belegte er bei den Olympischen Spielen in Tokio den vierten Platz und war mit 38 Toren bester Schütze seiner Mannschaft. Am Turnierende wurde er in das All-Star-Team gewählt. Mit Ägypten gewann er weiterhin die Afrikameisterschaften 2022 und 2024 und wurde jeweils zum besten Spieler des Turniers gewählt. Bei der Weltmeisterschaft 2025 warf er 36 Tore in sieben Spielen und belegte mit dem Team den 5. Platz.

### Erfolge
- Ägyptischer Meister: 2019
- CAHB-Champions-League-Sieger: 2017, 2018, 2019
- CAHB-Supercup: 2018, 2019
- SEHA-Liga-Sieger: 2021, 2022
- Ungarischer Meister: 2023, 2024
- Ungarischer Pokalsieger: 2021, 2022, 2023, 2024
- Französischer Meister: 2025
- Afrikameister: 2020, 2022, 2024